# Televisión de San Petersburgo
Televisión de San Petersburgo (en ruso: Телевидение Санкт-Петербург) Conocido también como Programa 5 o Canal 5 de San Petersburgo y anteriormente Televisión de Leningrado (en ruso: Ленинградское телевидение) es un canal de televisión ruso siendo uno de los primeros canales de televisión en emitir en la ya desaparecida Unión Soviética y el único canal de dicho país en seguir emitiendo hasta la actualidad.

## Historia
En 1938 empieza a emitir junto a su canal Hermano "Programa 1" en toda la Unión Soviética, Sin embargo Al comenzar la Segunda Guerra Mundial el canal suspende sus transmisiones y no se reanudaron hasta el final de la Guerra.

### Década de los 90s
En 1991 al desaparecen la Unión Soviética Este canal junto a sus canales hermanos pasa a ser propiedad de la Federación Rusa cambiándole el nombre a "Televisión de San Petersburgo" pero a diferencia de estos, el canal se siguió llamando como se le conoce nacionalmente "Programa 5".

## Programación
Inicialmente la programación del canal era similar al del canal Norcoreano Televisión Central de Corea es decir; se veía desde el punto de vista del gobierno Soviético mostrar cosas relacionadas al mismo como las marchas del ejército rojo, los informes de gobierno de los líderes soviéticos e incluso se mostró la noticia de la muerte del líder Soviético de aquel entonces; Iósif Stalin. Sin embargo al desaparecer la Unión Soviética en 1991 el canal cambia su programación a ser generalista; emitiendo películas, series, documentales, ETC.